# 硬毛四裂花黄芩
硬毛四裂花黄芩（学名：Scutellaria quadrilobulata var. pilosa）为唇形科黄芩属下的一个变种。

## 扩展阅读
- 維基物種上的相關：硬毛四裂花黄芩